# لعنة شجرة التين
لعنة شجرة التين حادثة في الأناجيل، قُدِّمت في مَرقُس ومتى على أنها معجزة تتعلق بدخول أورشليم،  وفي لوقا كمثل.  (إنجيل يوحنا يغفله تمامًا ويغير الحادثة المرتبطة به، أي تطهير الهيكل، من نهاية مسيرة يسوع إلى البداية.)  الصورة مأخوذة من العهد القديم رمز شجرة التين التي تمثل إسرائيل، ولعنة شجرة التين في مرقس ومتى والقصة الموازية في لوقا موجهة بشكل رمزي ضد اليهود الذين لم يقبلوا يسوع.  

## شرح

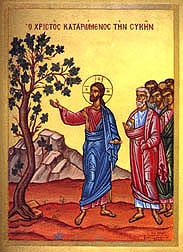
أيقونة بيزنطية لعنة شجرة التين.

يعتقد معظم العلماء أن مَرقُس كان أول إنجيل واستخدم كمصدر من قبل مؤلفي متى ولوقا.  في الكتب المقدسة اليهودية، يتم تمثيل شعب إسرائيل أحيانًا على أنهم تين على شجرة تين (هوشع 9 : 10، إرميا 24)، أو شجرة تين لا تثمر (إرميا 8 : 13)، وفي ميخا 4 : 4 يُصوَّر عصر المسيح كعمر يجلس فيه كل إنسان تحت تينته بلا خوف. إن لعنة شجرة التين في مرقس ومتى والقصة الموازية في لوقا موجهة بشكل رمزي ضد اليهود الذين لم يقبلوا يسوع ملكًا.   للوهلة الأولى، لا يبدو أن تيبيس شجرة التين يتناسب مع سلوك يسوع في أي مكان آخر، ولكن قصص المعجزات موجهة ضد الملكية وليس ضد الناس، وتشكل «عملًا نبويًا للدينونة».  في «لماذا أنا لست مسيحيًا»، استخدم برتراند راسل الحكاية للتجادل في عظمة يسوع.

### إنجيل مرقس 11: 12-25
يعتبر أكثر العلماء أن سرد مَرقُس عن شجرة التين هو شطيرة أو سرد مقسم. يستخدم مرقس لعنة شجرة التين القاحلة ليضعها بين قوسين ويعلق على قصته عن الهيكل اليهودي: كان يسوع وتلاميذه في طريقهم إلى أورشليم عندما لعن يسوع شجرة تين لأنها لا تثمر؛ و لما دخل يسوع الهيكل ابتدا يخرج الذين كانوا يبيعون ويشترون في الهيكل وقلب موائد الصيارفة وكراسي باعة الحمام. وفي صباح اليوم التالي وجد التلاميذ أن شجرة التين قد ذبلت وماتت، مع الرسالة الضمنية أن الهيكل ملعون وسيذبل لأنه، مثل شجرة التين، فشل في إنتاج ثمر البر.  وتختتم الحادثة بخطاب حول قوة الصلاة، مما دفع بعض العلماء إلى تفسير هذا، بدلاً من الجانب الأخروي، باعتباره الفكرة الأساسية،  ولكن في الآية 28 استخدم يسوع صورة التين مرة أخرى. شجرة لتوضيح أن أورشليم ستسقط وأن الأمة اليهودية ستنتهي قبل وفاة جيلهم. 

### إنجيل متى 21: 18-22
يقوم ماثيو بضغط حساب مارك المقسم في قصة واحدة.  هنا تذبل شجرة التين فور النطق باللعنة، مما يدفع السرد إلى لقاء يسوع مع الكهنوت اليهودي ولعنته ضدهم وضد الهيكل.  استجاب يسوع لتعبيرات التلاميذ عن الدهشة بخطاب موجز عن الإيمان والصلاة، وفي حين أن هذا يجعل من غير الواضح أن شجرة التين الميتة مرتبطة بمصير الهيكل، في متى 24: 32-35 يتبع المؤلف مرقس عن كثب في تقديم «الدرس» (باليونانية، القطع المكافئ) للشجرة الناشئة كعلامة على مجيء ابن الإنسان المؤكد.  

### إنجيل لوقا 13: 6-9
يستبدل لوقا المعجزة بمثل، ربما نشأ من نفس مجموعة التقليد التي تكمن وراء مرقس.  يسوع وتلاميذه يسافرون إلى أورشليم عندما سمعوا بموت الجليليين، ويعطي يسوع للأحداث تفسيرًا نبويًا من خلال مثل: رجل زرع شجرة تين متوقعًا أن تثمر، لكنها بقيت رغم زياراته قاحل. كان صبر المالك ضعيفًا، لكن البستاني طلب المزيد من الوقت؛ يوافق المالك، لكن السؤال عما إذا كانت الشجرة ستؤتي ثمارها، أي الأعمال التي تظهر ملكوت الله، تُترك معلقة.  أنهى لوقا يسوع قصته بتحذير من أنه إذا لم يتوب الأتباع فسوف يموتون. 

## التشابه في نصوص أخرى
تظهر قصة مختلفة جدًا في إنجيل الطفولة لتوما، ولكن لها اقتباس مشابه من يسوع: «... ها أنت الآن ستذبل مثل الشجرة، ولن تحمل أوراقًا ولا جذرًا ولا فاكهة.» (الثالث: 2).

### فهرس
- Burkett، Delbert Royce (2002). An introduction to the New Testament and the origins of Christianity. Cambridge University Press. ISBN:9780521007207. مؤرشف من الأصل في 2021-06-11.Burkett، Delbert Royce (2002). An introduction to the New Testament and the origins of Christianity. Cambridge University Press. ISBN:9780521007207. مؤرشف من الأصل في 2021-06-11. Burkett، Delbert Royce (2002). An introduction to the New Testament and the origins of Christianity. Cambridge University Press. ISBN:9780521007207. مؤرشف من الأصل في 2021-06-11.